# Notiothauma reedi
Notiothauma reedi is een schorpioenvlieg uit de familie van de Eomeropidae. De wetenschappelijke naam van de soort is voor het eerst geldig gepubliceerd door McLachlan in 1877. 
Notionthauma reedi wordt als levend fossiel beschouwd, gezien de overige bekende soorten uit de familie Eomeropidae fossiel zijn.
De soort komt voor in Chili en Argentinië. De soort is zeer plat en lijkt in voorkomen en gedrag op een kakkerlak.